# St. Bernward (Hönnersum)

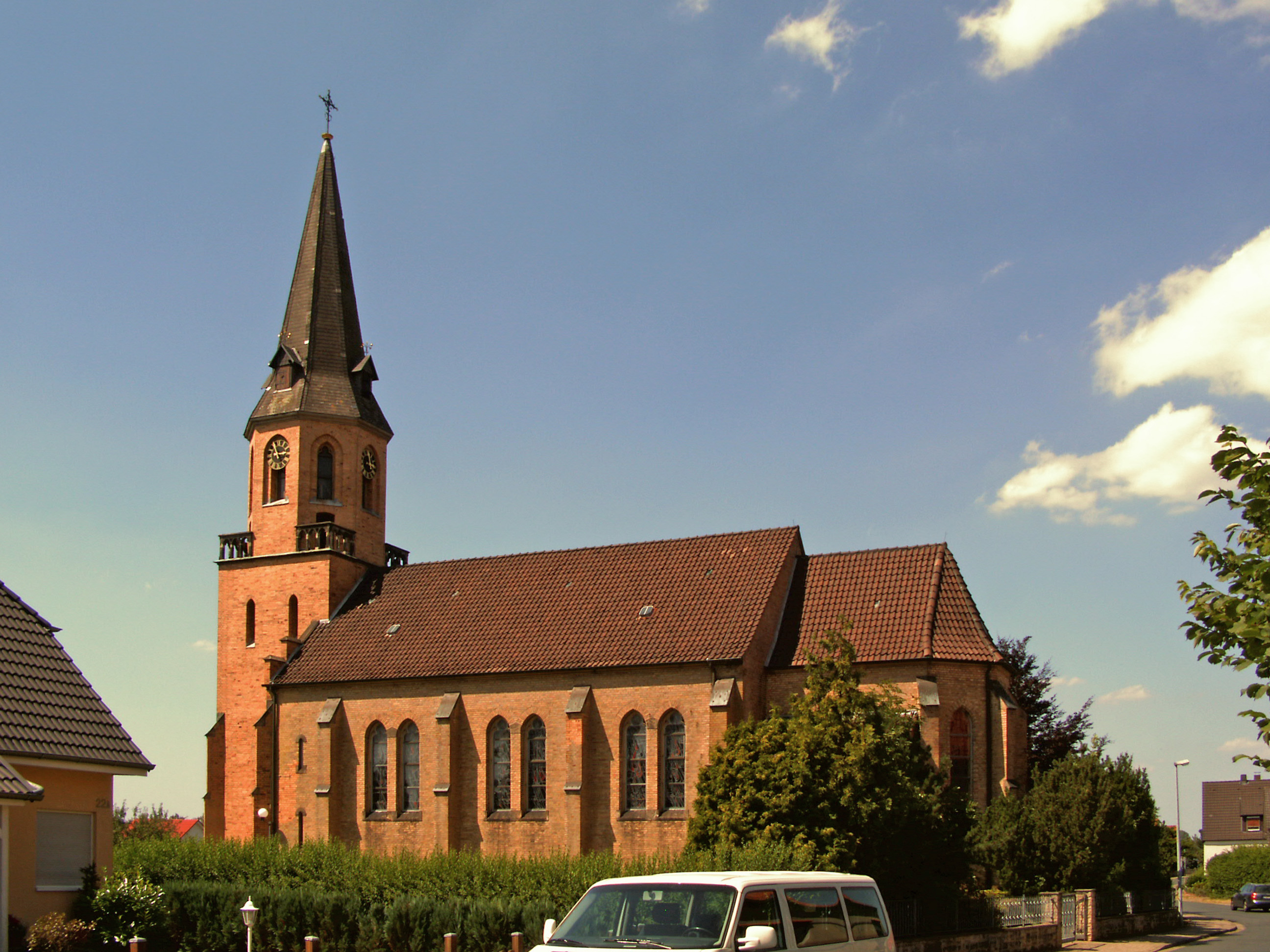
Außenansicht

Die Kirche Sankt Bernward ist die Kirche in Hönnersum, einem Ortsteil der Gemeinde Harsum im Landkreis Hildesheim in Niedersachsen. Die römisch-katholische Kirche gehört zur Pfarrgemeinde St. Martinus mit Sitz in Borsum, im Dekanat Borsum-Sarstedt des Bistums Hildesheim. Die nach dem heiligen Bernward von Hildesheim benannte Kirche befindet sich in der Heinrich-Aue-Straße 20.

## Geschichte
Vor dem Bau der St.-Bernward-Kirche gab es in Hönnersum bereits die Oswaldkapelle, deren genauer Zeitraum der Entstehung und deren Aussehen heute nicht mehr bekannt ist. Der Schutzpatron Oswald, ein im 7. Jahrhundert lebender angelsächsischer König, lässt ein hohes Alter dieser Kapelle vermuten. Die Kapelle stand neben der ehemaligen Schule, es handelte sich um eine Fachwerkkapelle mit Tonnengewölbe auf Feldsteinfundament. 1585 erfolgte ihre erste urkundliche Erwähnung. Sie gehörte zur Hauptkirche in Borsum, zum Archidiakonat Borsum, und seit 1746 zum Dekanat Borsum. Auch nach der Reformation blieb die Bevölkerung von Hönnersum fast ausnahmslos katholisch.
1814/15 wurde neben der Oswaldkapelle die bis 1974 bestehende Schule erbaut, ein Fachwerkbau mit zunächst einem Klassenraum, der nach dem Zweiten Weltkrieg um einen zweiten Klassenraum erweitert wurde. Zuvor hatten die Kinder aus Hönnersum die Schule in Borsum besucht.

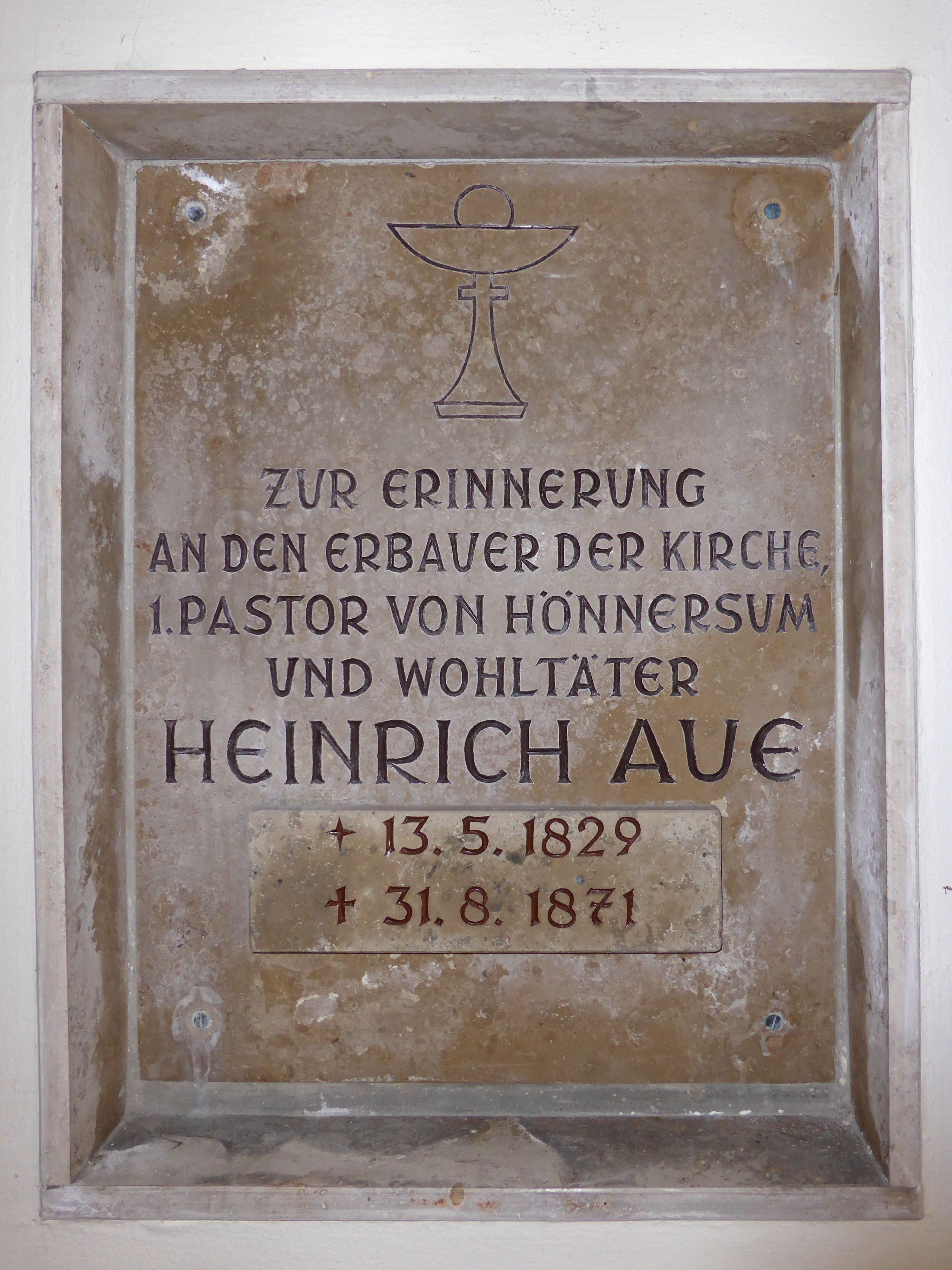
Gedenktafel zu Heinrich Aue

Von 1861, dem Jahr seiner Priesterweihe an, bis zu seinem Tod 1871 mit nur 42 Jahren war Heinrich Aue (* 1829), nach dem heute die an der Kirche vorbeiführende Straße benannt ist, als erster ortsansässiger Priester in Hönnersum tätig. Im Jahre 1864, Hönnersum hatte damals 245 Einwohner, begann der Bau der St.-Bernward-Kirche. Ermöglicht wurde er durch großzügige Spenden der Einwohner von Hönnersum. Heinrich Aue stiftete sein ganzes Vermögen für den Kirchenbau. In diesem Zusammenhang wurde die St.-Oswald-Kapelle abgerissen; der Oswaldplatz erinnert noch heute in Hönnersum an die ehemalige Kapelle. Am 29. Dezember 1865 wurde aus der Kuratiegemeinde Hönnersum eine selbstständige Pfarrei. Am 13. Mai 1866 folgte die Konsekration der St.-Bernward-Kirche durch Bischof Eduard Jakob Wedekin, von diesem Jahr an wurden in Hönnersum auch Kirchenbücher geführt. Zweitpatron der Kirche wurde Oswald, der Schutzpatron der Vorgängerkapelle. Erster Pastor der Kirche wurde Heinrich Aue, der 1866 vom Kaplan zum Pfarrer befördert wurde. 1871 wurde die erste Orgel eingebaut. Um 1873 folgte unter Joseph Graen, dem zweiten Pfarrer von Hönnersum, der Bau des Pfarrhauses in der heutigen Heinrich-Aue-Straße 25.
1942 erfolgte kriegsbedingt der Abtransport der Glocken für militärische Zwecke, 1948 wurden sie durch drei neue Glocken ersetzt. Nachdem Hönnersum 1939 nur rund 400 Einwohner hatte, war ihre Zahl im Jahre 1950 durch den Zuzug von Heimatvertriebenen infolge des Zweiten Weltkriegs auf 721 angestiegen. 1965/66 erfolgte eine Umgestaltung des Kircheninneren und gemäß der Liturgiereform des Zweiten Vatikanischen Konzils der Einbau eines Volksaltars, der am 30. Mai 1966 anlässlich der 100-Jahr-Feier der Kirche geweiht wurde. 1984/85 wurde die Friedhofskapelle erbaut, 1998 das Pfarrheim eingeweiht.
Seit dem 1. Dezember 2002 gehört die Kirche zum damals neu gegründeten Dekanat Borsum-Sarstedt, zuvor gehörte sie zum Dekanat Borsum-Dinklar. Seit dem 1. November 2014 gehört die Kirche zur Pfarrei St. Martinus, zu welcher außer den Kirchen St. Martinus in Borsum und St. Bernward in Hönnersum auch die Kirchen St. Georg in Adlum, St. Matthias in Hüddessum und St. Nikolaus in Machtsum gehören. Die Pfarrgemeinde St. Bernward in Hönnersum wurde in diesem Zusammenhang aufgehoben. In den Jahren zuvor bildeten diese Kirchen bereits die Seelsorgeeinheit Borsumer Kaspel.

## Architektur und Ausstattung

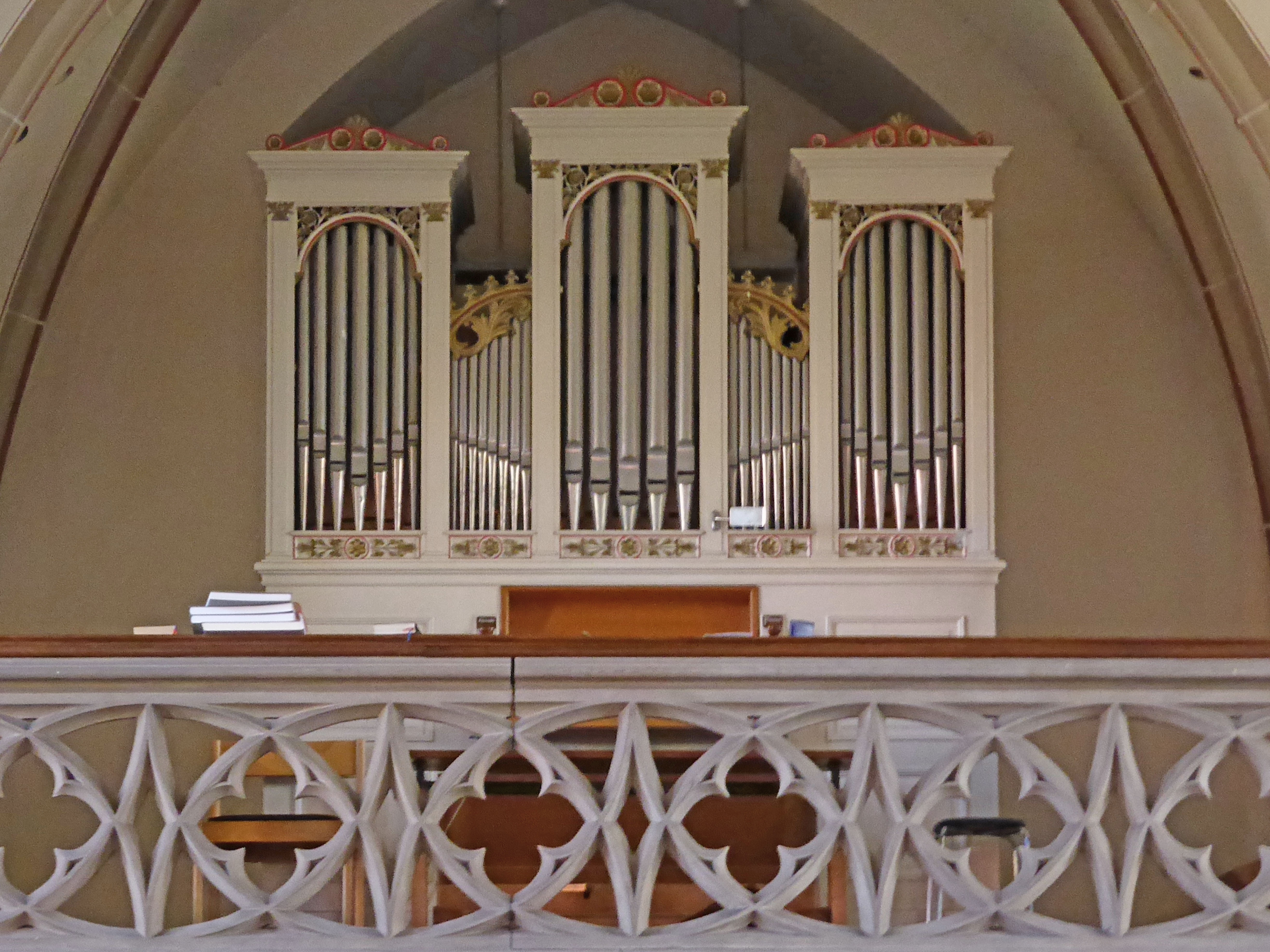
Orgel

Die geostete Kirche, ein dreischiffiger neugotischer Bau mit einem Westturm, befindet sich in knapp 92 Meter Höhe über dem Meeresspiegel. Sie wurde vom Kölner Baumeister Vincenz Statz entworfen und bietet rund 128 Sitzplätze. Über dem Eingangsportal zeigt ein Relief Maria mit dem Jesuskind, flankiert von zwei Engeln. Darüber ist ein Oculus eingelassen. Auf den Eingangstüren ist als Symbol für die Eucharistie jeweils ein Kelch mit einer Hostie im Strahlenkranz dargestellt. Das Mittelschiff wird von einem Kreuzrippengewölbe überspannt, die beiden Seitenschiffe von einem Tonnengewölbe, getragen von vier schwarzen Marmorsäulen auf achteckigen Sockeln. Der Innenraum wird von modern gestalteten spitzbogenförmigen Buntglasfenstern erhellt. Die drei Chorfenster von 1966 wurden von Paul König (* 1932) aus Hildesheim entworfen und zeigen Symbole der Dreifaltigkeit.
Im Altarraum hängt ein Triumphkreuz aus Lindenholz, an den Enden seiner Kreuzesbalken sind die vier Evangelistensymbole angebracht. Seitlich im Altarraum zeigen zwei Gemälde des Kunstmalers Friedrich Eltermann von 1893 Szenen vom Leben und Sterben Bernwards. Der Hochaltar wird von einer Kreuzigungsgruppe gekrönt, darunter sind über dem Tabernakel die drei göttlichen Personen dargestellt. Den Sockel des heutigen, aus Sandstein gefertigten Volksaltars ziert eine Darstellung des Abendmahls Jesu.
Die beiden ebenfalls aus Sandstein hergestellten Seitenaltäre sind Maria und Josef geweiht. Am Marienaltar wird die Marienstatue von zwei Engelreliefs eingerahmt, am Josefsaltar zeigen Reliefs links und rechts die Heilige Familie und den Tod Josefs. An den Seitenwänden des Kirchenschiffs hängen 14 Kreuzwegstationen, in die Südwand ist ein Beichtstuhl eingelassen. Unter der Orgelempore befindet sich die Taufkapelle. Auch ein Missionskreuz, das an die sechs Volksmissionen von 1895 bis 1987 erinnert, hat dort seinen Platz. Die Orgel wurde 1982 vom Orgelbauer Manfred Gaulke aus Hüddessum erneuert.
Auf dem Friedhof befindet sich außer der St.-Bernward-Kirche und der Friedhofskapelle seit 1956 auch eine Marienstatue. Die 1,30 Meter hohe Figur stammt aus dem belgischen Wallfahrtsort Banneux. Unterhalb der Statue sind die Namen der Gefallenen und Vermissten des Ortes aus den beiden Weltkriegen eingraviert.
In Hönnersum und der umliegenden Feldmark befinden sich an den Ortsausgängen des Dorfes vier Prozessionskreuze, die Stationen der Fronleichnamsprozession sind, und darüber hinaus drei Flurkreuze.